# Ютторп
Ютторп (на шведски: Gyttorp) е малък град в централна Швеция, лен Йоребру, община Нура. Разположен е на северния бряг на езерото Викерн. Намира се на около 180 km на северозапад от столицата Стокхолм и на около 30 km на северозапад от Йоребру. Основан е през 1539 г. Известен е със самобитните си сгради, конструирани от архитекта Ралф Ърскин. Има жп гара. Населението на града е 701 жители, по приблизителна оценка от декември 2017 г.